# Wielkie Szerokie

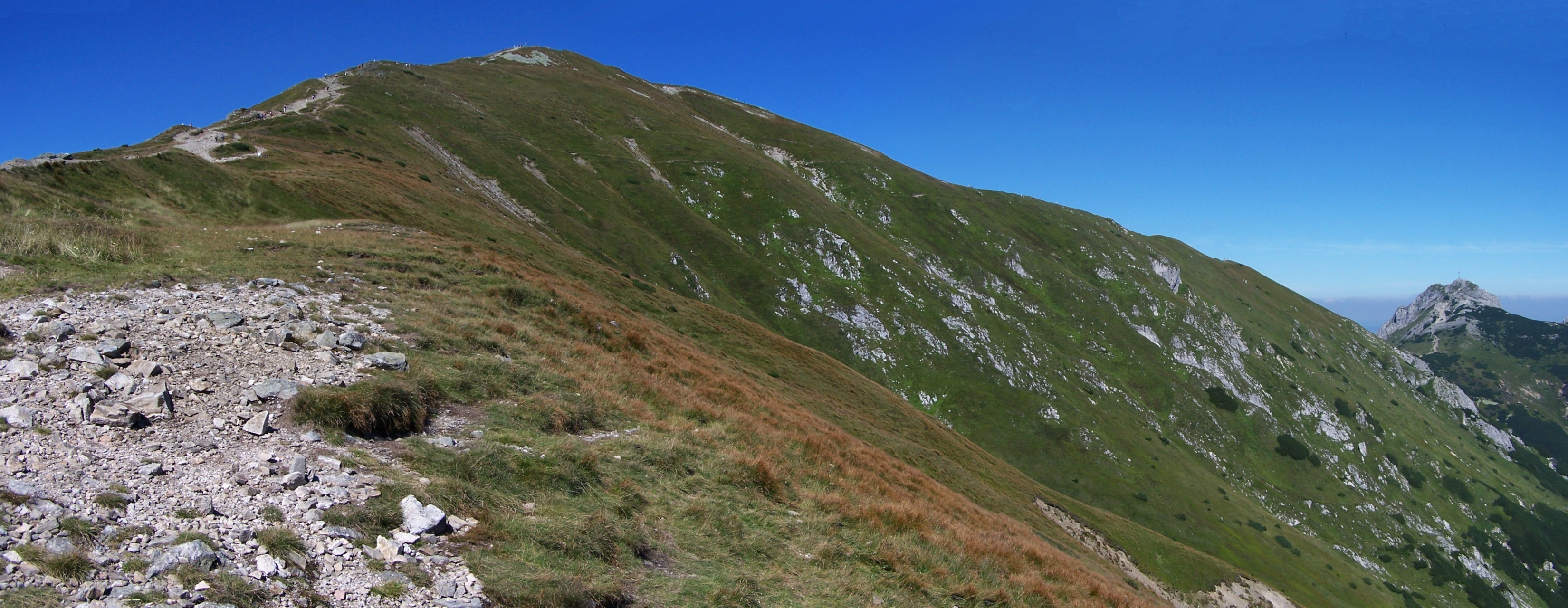
Wielkie Szerokie, widok z Przełęczy pod Kopą Kondracką

Wielkie Szerokie – duży upłaz na wschodnich, podwierzchołkowych stokach Kopy Kondrackiej w polskich Tatrach Zachodnich. Ciągnie się od wschodniej grani Kopy Kondrackiej powyżej Długiego Żlebu, wschodnimi stokami północnej grani Kopy Kondrackiej po jej boczną grzędę oddzielającą dolinkę Długiego Żlebu od Doliny Małego Szerokiego. Po drugiej stronie tej grzędy znajduje się mniejszy upłaz Małe Szerokie. Nazwa tych upłazów jest pochodzenia ludowego. Dawniej były one wypasane, wchodziły w skład Hali Kondratowej. Upłaz Wielkie Szerokie jest trawiasto-kamienisty, ale po zaprzestaniu wypasu zaczyna od dołu porastać kosodrzewiną. Jego obrzeżami (graniami Kopy Kondrackiej) prowadzą dwa szlaki turystyczne na Kopę Kondracką.

## Szlaki turystyczne
– czerwony, odcinek z Przełęczy pod Kopą Kondracką na Kondracką Kopę. Czas przejścia 20 min, ↓ 15 min
 – żółty, odcinek z Kondrackiej Przełęczy na Kopę Kondracką. Czas przejścia 1 h, ↓ 45 min.